# Hastahana (Tuzla)
Hastahana je zgrada najstarije bolnice u Tuzli.

## Smještaj
Nalazi se u Tuzli u staroj Jala mahali, u ulici dr. Mehmeda Šerbića br. 8–10, bivšoj Strmoj ulici.

## Povijest
Podignuta u zadnjim godinama osmanske vladavine. Prva je javna bolnica u istočnom dijelu Bosne i druga po redu bolnica u Bosni i Hercegovini. Inicijativu za gradnju je dao dr Mehmed Šerbić, prvi školovani liječnik musliman iz BiH. Gradnja je bila gotova 1874. godine, kad je i otvorena. Liječili su se civili svih vjera. Djelovala je do 1. lipnja 1886. godine i dovršetka gradnje nove suvremenije bolnice. Hastahana je poslije tog postala stambenom zgradom. Na stotu obljetnicu na objektu je postavljena spomen-ploča.

## Osobine
Zgrada je slobodnostojeća jednokatnica. Kat je u odnosu na prizemlje doksatno prepušten sa svih strana približno pola metra. Tlocrt je približno četvorina usmjerena u pravcu sjeveroistok – jugozapad. U bolnici su bile četiri sobe s deset bolesničkih postelja, ordinacija i prijamna ambulanta, bolesnička kuhinja i soba za dva bolničara koji su održavali stalno dežurstvo. U dvorištu se nalazila ljetna kuhinja, pomoćno skladište i drvena ostava. Do danas je zgrada ostala iste vanjštine. Iznutra je nakon prenamjene u stambenu zgradu dispozicija promijenjena. Podijeljena je tad na dvije stambene jedinice te je danas stambena zgrada s dva dvoetažna stana.

## Zaštita
Odlukom Povjerenstva za očuvanje nacionalnih spomenika 2014. godine, proglašena je nacionalnim spomenikom Bosne i Hercegovine.

## Vanjske poveznice
- Ivana Jurić Hastahana - "strma bolnica" u Tuzli